# Bioorganic & Medicinal Chemistry
Bioorganic & Medicinal Chemistry, скорочено Bioorg. Med. Chem. — науковий журнал, який видає Elsevier з 1993 року. Журнал виходить з періодичністю 24 номери на рік. Публікуються статті про молекулярні взаємодії в рецепторах, каналах, ферментах, нуклеотидах, ліпідах і сахаридах.
Імпакт-фактор у 2014 році становив 2,793. Згідно зі статистичними даними ISI Web of Knowledge, журнал посідає 140 місце серед 289 журналів у категорії «Біохімія та молекулярна біологія» з цим імпакт-фактором. 24 місце з 59 журналів у категорії Медична хімія і 14 місце з 57 журналів у категорії Органічна хімія.
Для коротких повідомлень про найважливіші досягнення,  що перебувають на стику хімії та біології, та стислих оглядових статей Elsevier з 1991 року видає відповідний журнал Bioorganic & Medicinal Chemistry Letters.